# روبن روبینیان
روبن کاراپتی روبینیان (ارمنی: Ռուբեն Կարապետի Ռուբինյան؛ زادهٔ ۸ مارس ۱۹۹۰) یک سیاستمدار و دیپلمات اهل ارمنستان است که از تاریخ ۲۰۱۹ تا تاریخ سمت نمایندگی دوره‌های هفتم و هشتم مجلس ملی جمهوری ارمنستان را برعهده داشت.

## زندگی‌نامه
در ۸ مارس ۱۹۹۰ در ایروان به دنیا آمد و از دانشگاه دولتی ایروان، کالج دانشگاهی لندن و دانشگاه یاگیلونیا فارغ‌التحصیل شد. 

## یادداشت
1. ↑  ՀՀ ԱԺ փոխնախագահ
2. ↑  ՀՀ արտաքին գործերի նախարարի տեղակալ